# North Platte River
Der North Platte River (auch North Platte) ist neben dem South Platte River einer der Quellflüsse des Platte River im Westen der USA. Der 1.152 km lange Fluss entspringt in den Rocky Mountains nahe der Stadt Walden im Bundesstaat Colorado. In seinem weiteren Verlauf fließt er in einem großen Bogen durch die High Plains im Südosten Wyomings und entwässert große Teile der Great Plains im westlichen Nebraska. In North Platte vereinigt er sich mit dem South Platte River zum Platte River, der sich über den Missouri und den Mississippi in den Golf von Mexiko entwässert.
In Wyoming und Nebraska wird der Fluss zu mehreren Stauseen aufgestaut und sein Wasser zur Stromerzeugung und Bewässerung genutzt. In den Great Plains formte er seit Jahrmillionen die Landschaft und hinterließ Naturdenkmäler wie das Scotts Bluff National Monument. Im 19. Jahrhundert stellte der North Platte River eine wichtige Siedlerroute in den Westen der Vereinigten Staaten dar. Wege wie der Oregon Trail oder der Bozeman Trail brachten Tausende Siedler in die Region und führten zur Gründung von Siedlungen entlang des Flusses. Auch die erste transkontinentale Eisenbahn folgte dem Verlauf des North Platte River.
Nahe seiner Quelle ist der Fluss bekannt für seine Möglichkeiten zum Rafting und Fliegenfischen. Schiffbar ist der Fluss nur bei hohem Wasserstand mit Kanus, Kajaks oder Flößen.

## Geographie

### Flusslauf
Der North Platte River entsteht durch den Zusammenfluss von Grizzly Creek und Little Grizzly Creek in dem als North Park bekannten Hochlandbecken im Norden des Bundesstaates Colorado auf einer Höhe von 2456 m. Die Quellflüsse des North Platte entwässern nahezu das gesamte Jackson County, das große Teile des North Park-Beckens umfasst. Umgeben ist das Quellgebiet von der Park Range im Westen, der Rabbit Ears Range im Süden und den Never Summer Mountains sowie den südlichen Medicine Bow Mountains im Osten. Von seinem Ursprung mäandriert der North Platte River zunächst über die Hochebene in nördliche Richtung, erhält von rechts den Michigan River sowie den Canadian River und erreicht nordöstlich des Independence Mountain den US-Bundesstaat Wyoming. Dort fließt er zunächst im Carbon County durch den bei Raftern bekannten Northgate Canyon an der Westseite der Medicine Bow Mountains im Medicine Bow National Forest und erhält mehrere größere Zuflüsse aus den Medicine Bow Mountains und der westlich gelegenen Sierra Madre Range. Der Fluss erreicht im weiteren Verlauf die High Plains und passiert die Stadt Saratoga. Nordöstlich von Rawlins wurde er durch die Talsperre Seminoe zum rund 82 km² großen Seminoe Reservoir aufgestaut, in dem von rechts zudem der Medicine Bow River hinzufließt. Nördlich davon durchbricht er die Seminoe Mountains und durchfließt das durch den Bau der Talsperre Pathfinder entstandene Pathfinder Reservoir. Im Pathfinder Reservoir fließt mit dem 383 km langen Sweetwater River auf der orographisch linken Seite der zweitlängste Nebenfluss des North Platte Rivers hinzu. Der Fluss wendet sich nun in nordöstliche Richtung, durchfließt das Alcova Reservoir und folgt dem Verlauf des Wyoming Highway 220 bis nach Casper, der zweitgrößten Stadt Wyomings. Östlich der Stadt erreicht der North Platte seinen nördlichsten Punkt und fließt zunächst in östliche, später in südöstliche Richtung, um in einer großen Schleife die Laramie Mountains zu umfließen. Sämtliche Flüsse aus den Nord- und Ostflanken der Bergkette entwässern sich in den Fluss. Die Interstate 25 und der U.S. Highway 20 folgen nun dem Verlauf des Flusses, der bald die Stadt Douglas passiert und im Platte County die beiden großen Stauseen Glendo und Guernsey durchfließt. Im Goshen County fließt von rechts der Laramie River hinzu, der ein großflächiges Gebiet im Südwesten der Laramie Mountains entwässert. Östlich von Guernsey schlägt der Fluss zudem einen südöstlichen Verlauf ein, den er bis zur Mündung beibehält. Parallel zum U.S. Highway 26 fließt der North Platte River nun durch die Great Plains, passiert die Kleinstädte Torrington, Morrill und Mitchell und erreicht das Scotts Bluff County im Bundesstaat Nebraska. Er passiert die Städte Scottsbluff und Gering sowie das Scotts Bluff National Monument und erhält mit Horse Creek und Pumpkin Creek weitere größere Nebenflüsse. Nach Durchfließen der Counties Morrill und Garden erreicht er im Keith County den knapp 150 km² großen Lake McConaughy, der durch den Bau der Talsperre Kingsley entstanden ist. Im Lincoln County vereinigt er sich schließlich östlich der Stadt North Platte auf einer Höhe von 845 m mit dem South Platte River zum Platte River, welcher wiederum bei Omaha in den Missouri River mündet. 

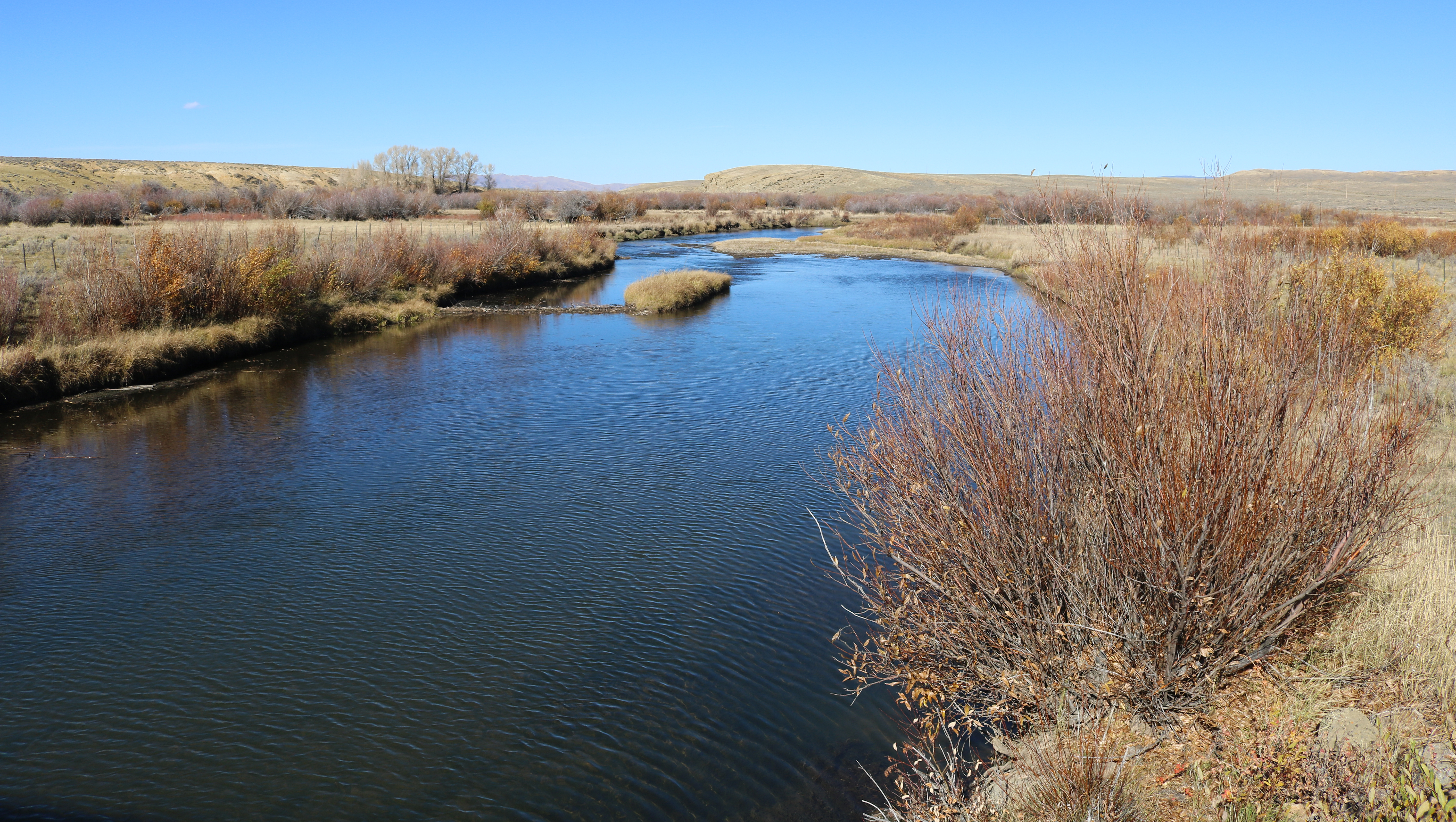
North Platte River im Jackson County, Colorado
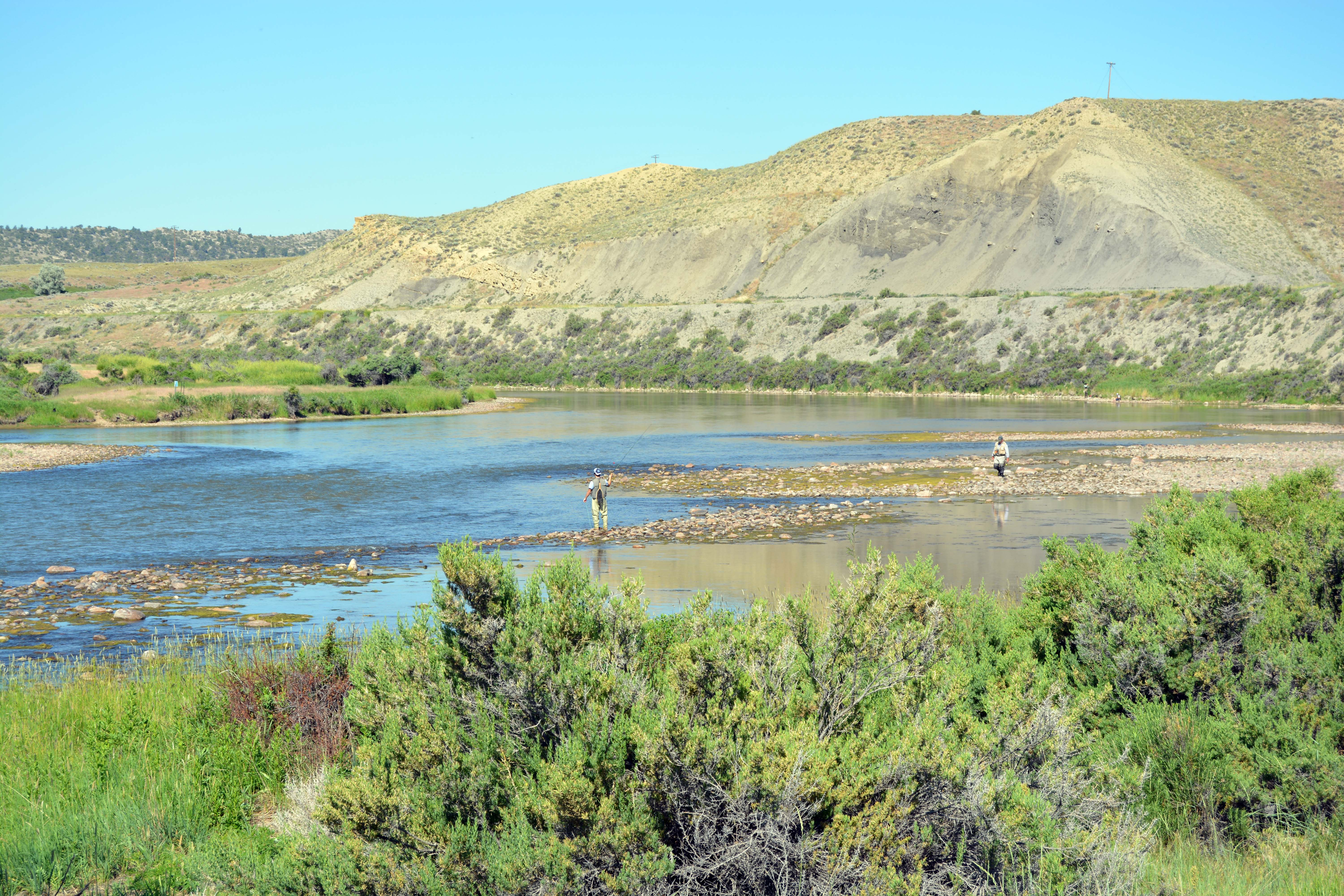
North Platte River unweit von Casper, Wyoming
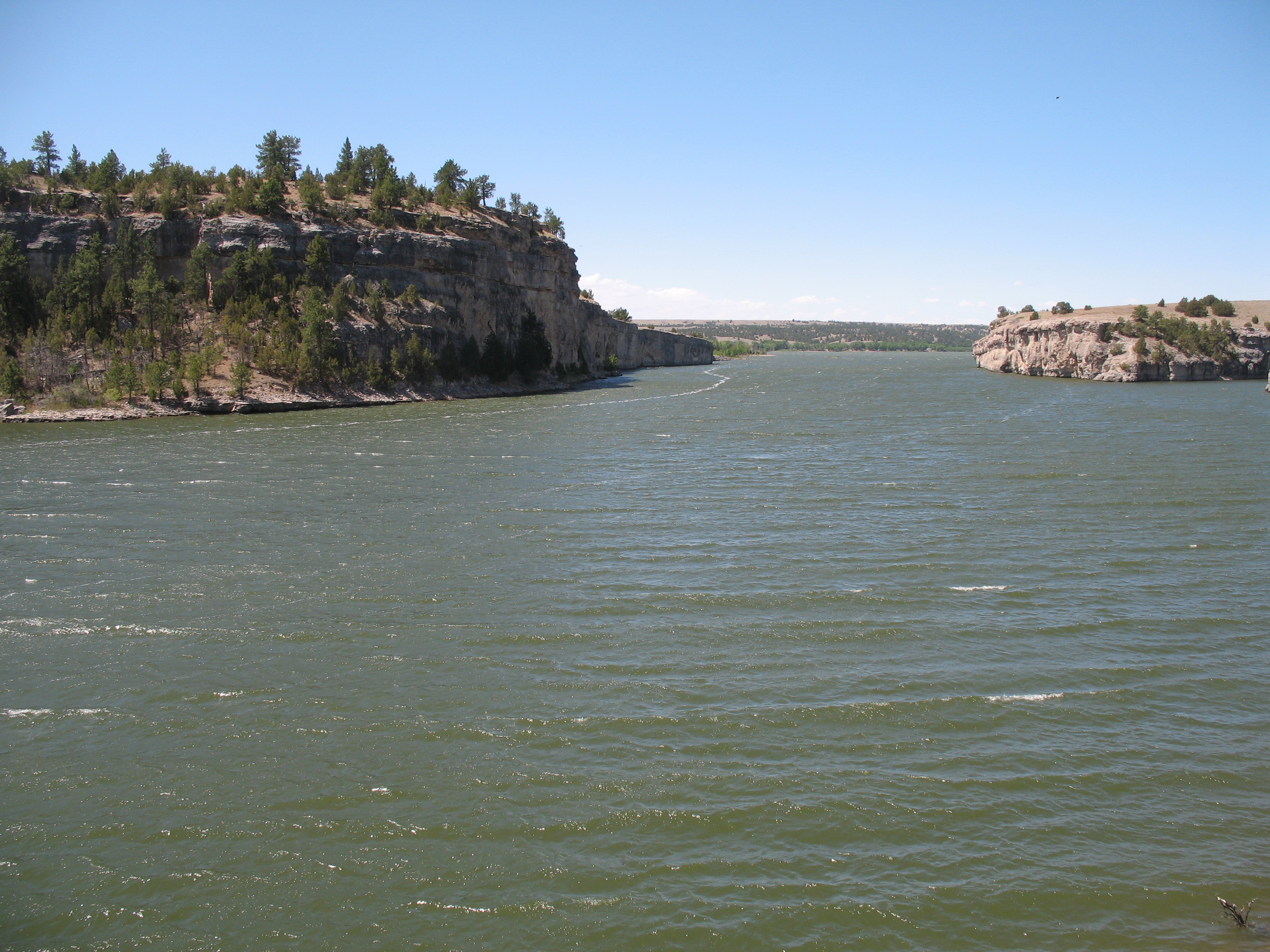
Das Guernsey Reservoir im Platte County, Wyoming
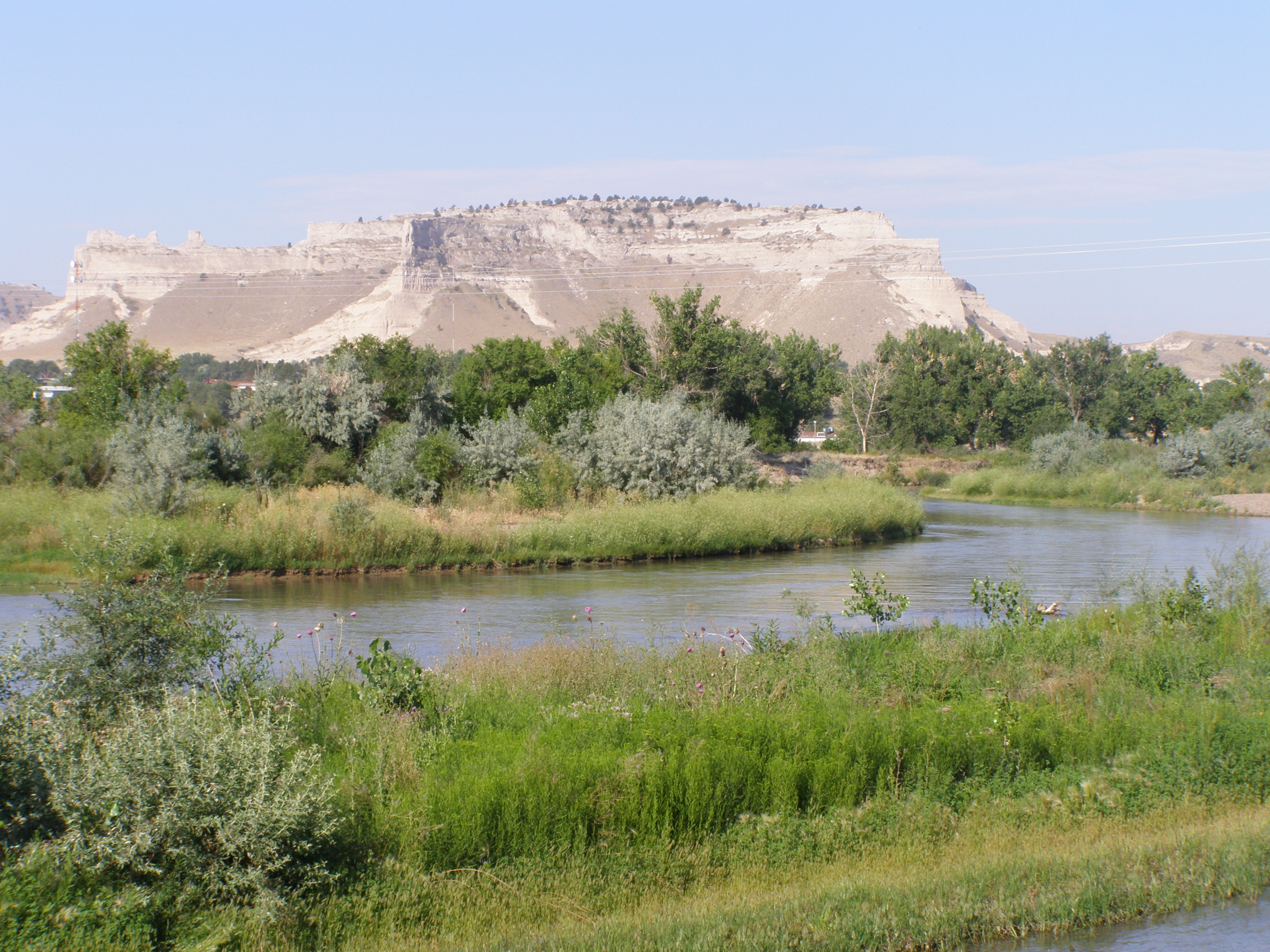
Der North Platte bei Scottsbluff, Nebraska

### Nebenflüsse
Die längsten Nebenflüsse des North Platte River sind der Laramie River (rechts, 450 km), der Sweetwater River (links, 383 km), der Horse Creek (rechts, 275 km) und der Medicine Bow River (rechts, 269 km). Der Encampment River, der orographisch links aus der Sierra Madre Range am Oberlauf des North Platte River hinzufließt, ist mit einem Abfluss von 7,07 m³/s der wasserreichste Nebenfluss. Zusammen mit seinem längsten Quellfluss, dem Grizzly Creek, ist der North Platte River 1.231 km lang.
Liste der Quell- und Nebenflüsse
Im Folgenden sind die Nebenflüsse des North Platte River mit mehr als 50 km Länge aufgelistet.
| Name                                           | Lage   | Länge [km] | EZG [km²] |       | Abfluss (MQ) [m³/s] |        | Mündung Höhe [m. ü. NN] | Staat      |
| ---------------------------------------------- | ------ | ---------- | --------- | ----- | ------------------- | ------ | ----------------------- | ---------- |
| Grizzly Creek                                  | rechts | 790        | 6700      |       | 1,62                | [ 3 ]  | 2456                    | CO         |
| North Fork North Platte River                  | links  | 570        | 4200      |       | 2,11                | [ 4 ]  | 2432                    | CO         |
| Michigan River                                 | rechts | 1110       | 12500     |       | 1,55                | [ 5 ]  | 2397                    | CO         |
| Canadian River                                 | rechts | 890        | 4800      |       | 0,94                | [ 6 ]  | 2393                    | CO         |
| Douglas Creek                                  | rechts | 510        | 3060      | [ 7 ] | 2,22                | [ 8 ]  | 2266                    | WY         |
| Big Creek (mit South Fork Big Creek)           | links  | 760        | 2770      | [ 7 ] |                     |        | 2232                    | CO, WY     |
| Encampment River                               | links  | 720        | 6800      |       | 7,07                | [ 9 ]  | 2121                    | CO, WY     |
| Spring Creek (mit North Spring Creek)          | links  | 590        | 3000      |       | 1,43                | [ 10 ] | 2074                    | WY         |
| Jack Creek                                     | links  | 670        | 3570      |       | 0,72                | [ 11 ] | 2049                    | WY         |
| Sage Creek                                     | links  | 580        | 6850      |       | 0,39                | [ 12 ] | 2016                    | WY         |
| Pass Creek                                     | rechts | 1160       | 2750      | [ 7 ] | 0,97                | [ 13 ] | 1989                    | WY         |
| Medicine Bow River                             | rechts | 2690       | 62000     |       | 4,92                | [ 14 ] | 1939                    | WY         |
| Sage Creek (mit Dry Creek)                     | rechts | 600        | 4950      |       | 0,50                | [ 15 ] | 1787                    | WY         |
| Sweetwater River                               | links  | 3830       | 61540     |       | 3,38                | [ 16 ] | 1784                    | WY         |
| Bates Creek                                    | rechts | 710        | 10250     |       | 0,61                | [ 17 ] | 1597                    | WY         |
| Poison Spider Creek                            | links  | 890        | 7800      |       | 0,11                | [ 18 ] | 1578                    | WY         |
| Casper Creek (mit Middle Fork Casper Creek)    | links  | 1650       | 15430     |       | 0,06                | [ 19 ] | 1558                    | WY         |
| Muddy Creek (mit Smith Creek)                  | rechts | 670        |           |       | 0,13                | [ 20 ] | 1530                    | WY         |
| Deer Creek                                     | rechts | 810        | 5530      |       | 1,77                | [ 21 ] | 1517                    | WY         |
| Box Elder Creek                                | rechts | 790        | 5250      |       | 1,27                | [ 22 ] | 1494                    | WY         |
| Sage Creek                                     | links  | 570        |           |       | 0                   |        | 1485                    | WY         |
| La Prele Creek                                 | rechts | 840        | 4580      |       | 0,39                | [ 23 ] | 1482                    | WY         |
| Wagon Hound Creek                              | rechts | 640        | 2920      |       | 0,27                | [ 24 ] | 1446                    | WY         |
| La Bonte Creek                                 | rechts | 670        | 7550      |       | 1,48                | [ 25 ] | 1445                    | WY         |
| Muddy Creek                                    | links  | 520        |           |       |                     |        | 1415                    | WY         |
| Horseshoe Creek (mit North Horseshoe Creek)    | rechts | 960        | 5480      |       | 0,81                | [ 26 ] | 1371                    | WY         |
| Cottonwood Creek                               | rechts | 730        | 5000      |       | 0,22                | [ 27 ] | 1354                    | WY         |
| Laramie River                                  | rechts | 4500       | 118200    |       | 3,71                | [ 28 ] | 1284                    | CO, WY     |
| Rawhide Creek                                  | links  | 1140       | 12500     |       | 0,59                | [ 29 ] | 1258                    | WY         |
| Horse Creek                                    | rechts | 2750       | 44210     |       | 2,16                | [ 30 ] | 1216                    | WY, NE     |
| Sheep Creek                                    | links  | 660        | 9220      |       | 1,55                | [ 31 ] | 1213                    | WY, NE     |
| Pumpkin Creek (mit Willow Creek)               | rechts | 1450       | 26250     |       | 0,76                | [ 32 ] | 1110                    | NE         |
| Rush Creek                                     | rechts | 1200       |           |       |                     |        | 1049                    | NE         |
| Blue Creek                                     | links  | 820        | 23300     |       | 1,96                | [ 33 ] | 1009                    | NE         |
| Birdwood Creek (mit North Fork Birdwood Creek) | links  | 590        | 24400     |       | 4,28                | [ 34 ] | 887                     | NE         |
| North Platte River                             |        | 11520      | 800310    |       | 21,12               | [ 35 ] | 845                     | CO, WY, NE |

## Hydrologie

### Einzugsgebiet

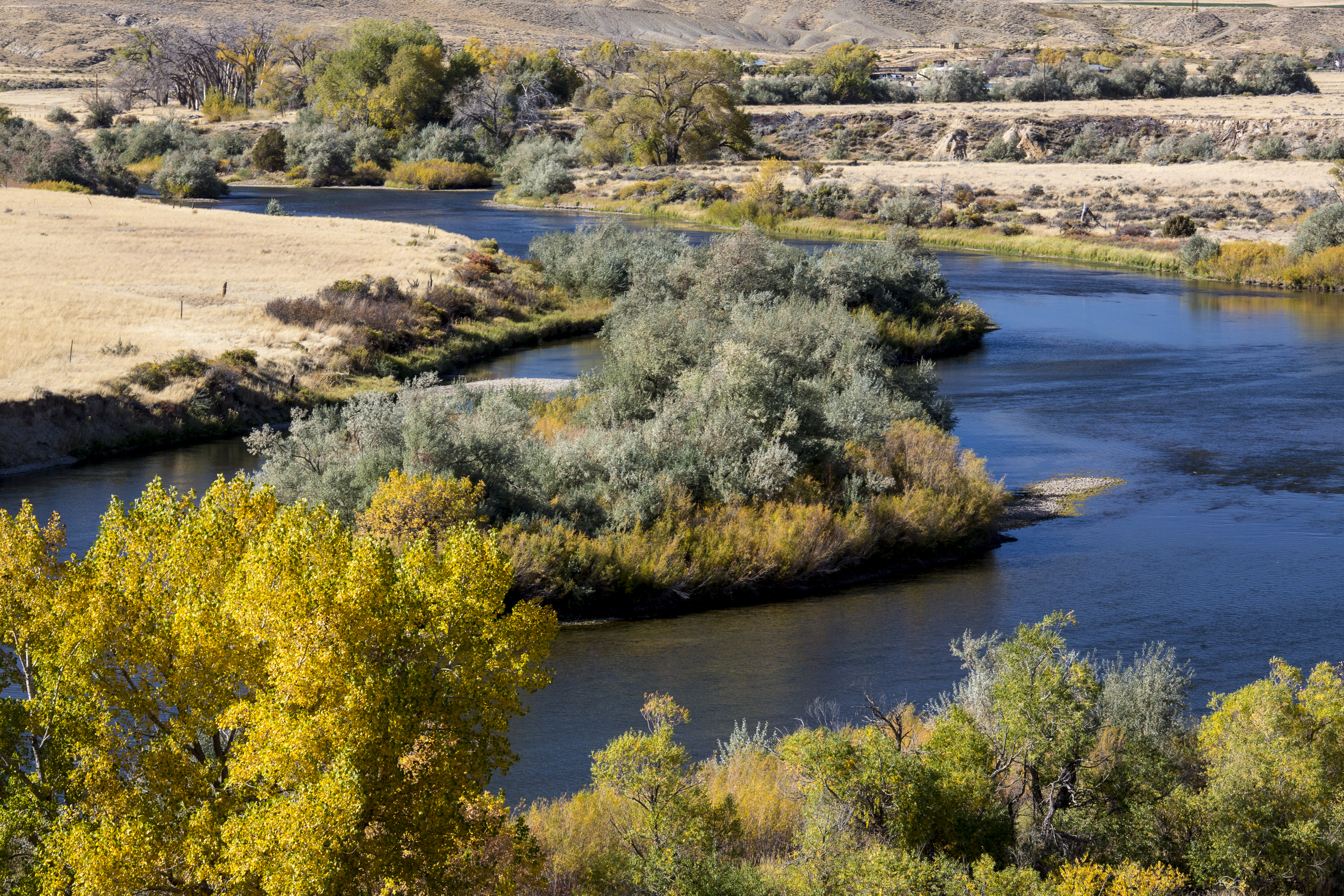
North Platte River bei Casper, Wyoming

Das Einzugsgebiet des North Platte River hat eine Fläche von 80.031 km² und umfasst Teile der US-Bundesstaaten Colorado, Wyoming und Nebraska. Die Quellflüsse des North Platte entspringen allesamt in und um die Hochebene North Park im Norden Colorados. Die gesamten Medicine Bow Mountains und der östliche Teil der Sierra Madre Range liegen im Einzugsgebiet des North Platte Rivers und begrenzen das Becken im Westen und Osten. Weiter flussabwärts entwässern sich die kleineren Haystack, Seminoe, Shirley, Ferris, Pedro, Granite, Casper und Laramie Mountains sowie die Rattlesnake Hills vollständig in den North Platte und seine Nebenflüsse. Rund 57.000 km² des rund 80.000 km² großen Einzugsgebiets liegen im Bundesstaat Wyoming, was knapp ein Viertel der Fläche des Staates ausmacht. Mit einer Höhe von 3949 m bildet der Clark Peak in den südlichen Medicine Bow Mountains in Colorado den höchsten Punkt im Einzugsgebiet des North Platte River. Weitere Berge über 3900 m Höhe sind Mount Richthofen (3945 m), Howard Mountain (3909 m) und Mount Cirrus (3904 m) in den weiter südlich gelegenen Never Summer Mountains. Im Süden und Westen wird das Einzugsgebiet durch die kontinentale Wasserscheide (Continental Divide) vom Einzugsgebiet des Colorado River und dessen Nebenfluss Green River getrennt. Westlich der Wasserscheide liegt zudem das Great Divide Basin, ein abflussloses Becken innerhalb der Continental Divide. Während ein Großteil der Zuflüsse des North Platte auf orographisch rechter Seite hinzufließt, stellt der in der südlichen Wind River Range entspringende Sweetwater River eine Ausnahme dar und verlängert das primär im Südosten Wyomings gelegene Einzugsgebiet bis in den Westen des Bundesstaates. Im Norden schließen sich die Einzugsgebiete von Bighorn und Powder River an, die über den Yellowstone River dem Missouri River zufließen. Nordöstlich fließen Cheyenne River und Niobrara River ebenfalls dem Missouri zu. Innerhalb des Einzugsgebietes des North Platte liegen die Laramie Plains, die sich über Medicine Bow River nach Westen und Laramie River nach Osten in den North Platte entwässern. Im gesamten Südwesten grenzt das Einzugsgebiet des North Platte River an das des South Platte River, mit dem er in North Platte zum Platte River zusammenfließt. Das Einzugsgebiet umfasst Teile der Nationalforste Routt, Medicine Bow, Roosevelt, Arapaho und Shoshone. Die größten Städte im Einzugsgebiet sind Cheyenne, Casper und Laramie.

### Abfluss

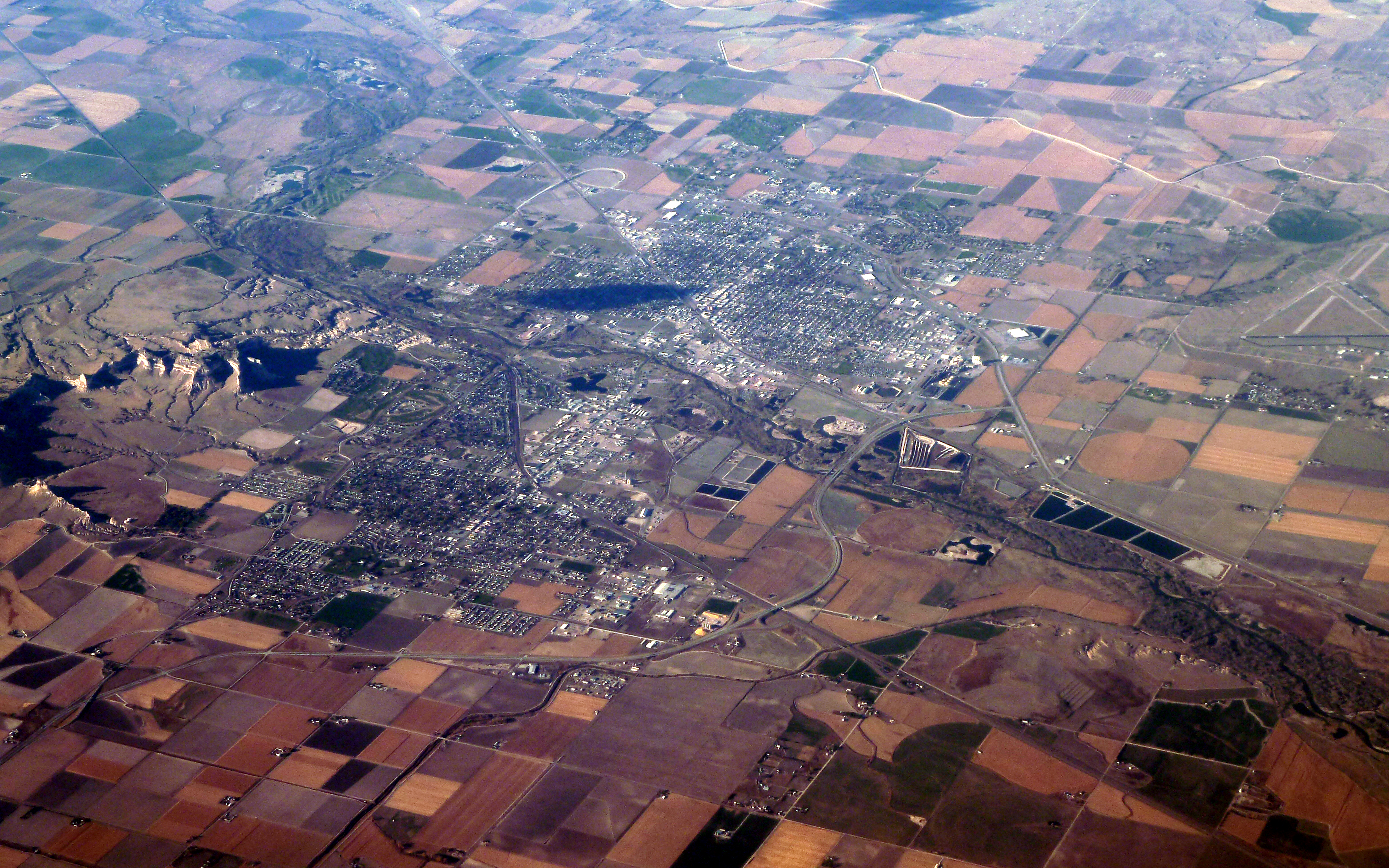
Luftaufnahme von Scottsbluff und Gering an den Ufern des North Platte River

Der Abfluss des North Platte River am Pegel in Saratoga beträgt bei einem Einzugsgebiet von 7314 km² 33,08 m³/s. Die größten Abflüsse finden sich hier in den Monaten Mai und Juni. Oberhalb des Pathfinder Reservoirs beträgt der mittlere monatliche Abfluss, bezogen auf den Zeitraum 1911 bis 1959, 42,34 m³/s. Das 18754 km² große Einzugsgebiet umfasst bereits das des flussaufwärts im Seminoe Reservoir hinzufließenden Medicine Bow River. Unterhalb des Pathfinder Reservoirs, nachdem von links der Sweetwater River hinzugeflossen ist, weist der Abfluss mit 44,32 m³/s (bei einem Einzugsgebiet von 27.718 km²) nur einen unwesentlich größeren Wert auf, was auf die Wassernutzung der flussaufwärts gelegenen Stauseen zurückzuführen ist. Einige hundert Kilometer flussabwärts, am Pegel bei Orin oberhalb des Glendo Reservoirs, beträgt der mittlere Abfluss des dort bereits knapp 40.000 km² großen Einzugsgebiets 47,34 m³/s. Unterhalb der Stauseen Glendo und Guernsey steigt der mittlere Abfluss sogar auf 51,39 m³/s. Am Pegel in Lingle, unterhalb der Mündung des Laramie River in den North Platte, sinkt der Abfluss auf 31,66 m³/s. Bei Erreichen des Staates Nebraska beträgt der Abfluss noch 22,37 m³/s bei einem Einzugsgebiet von 57.544 km². Obwohl der Abfluss am Pegel in Lisco nochmals auf 38,38 m³/s steigt, fließen unterhalb des Lake McConaughy am Pegel in Keystone lediglich 14,25 m³/s ab. Der Abfluss am Zusammenfluss mit dem South Platte River in North Platte beträgt 21,12 m³/s.

## Geschichte
An unzähligen Orten entlang des North Platte und seiner Nebenflüsse wurden Spuren prähistorischer Siedler gefunden. Die Hell Gap-Stätte in der Nähe des heutigen Guernsey beispielsweise weist Anzeichen menschlicher Besiedlung vor 11.000 Jahren auf. Sie wurde aufgrund ihrer historischen Bedeutung als National Historic Landmark deklariert. Die China Wall-Stätte am oberen Ende des Sybille Canyon am Laramie River ist 5.000 Jahre alt, zwei Orte entlang des North Platte in der Nähe von Casper – die Riverbend-Stätte im heutigen Paradise Valley im Westen der Stadt und ein Ort nahe des Edness Kimball Wilkins State Park im Osten – wurden noch zu Anfang des 18. Jahrhunderts von Stammesangehörigen bewohnt. 

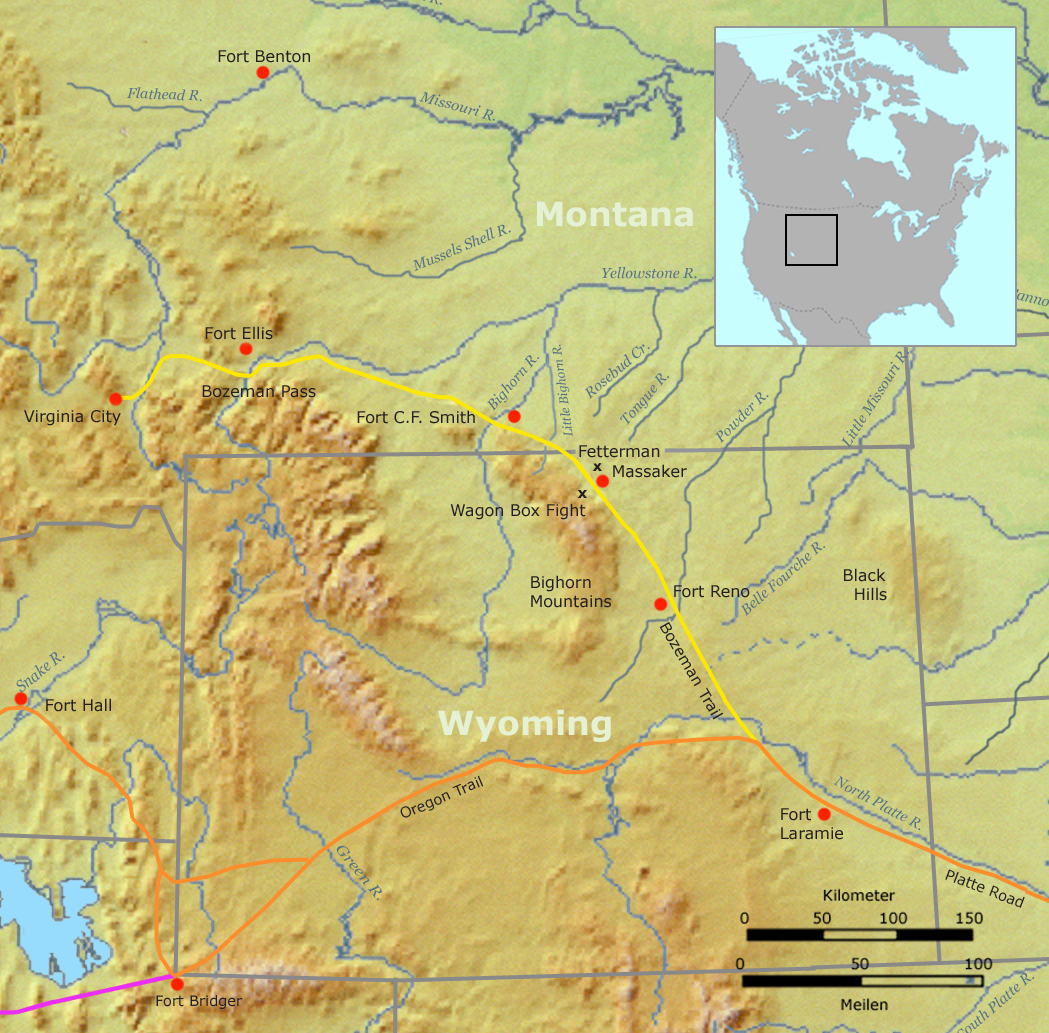
Verlauf von Bozeman Trail (gelb) und Oregon Trail (orange) entlang des North Platte River. Der Bozeman Trail verließ den North Platte bei Douglas und verlief entlang der Ostseite der Bighorn Mountains ins heutige Montana. Der Oregon Trail verlief entlang des Flusses bis Casper und folgte dem Sweetwater River nach Westen.

Das Einzugsgebiet des North Platte River stellte bei der Westausdehnung der Vereinigten Staaten eine bedeutende Siedlerroute dar. Routen wie der Oregon Trail oder der Bozeman Trail folgten dem Flusstal des North Platte River von Osten her in Richtung Casper, Wyoming. Die Siedler orientierten sich am unteren Flussverlauf an Landmarken wie Chimney Rock, Scotts Bluff, Register Cliff oder Laramie Peak. Der Laramie Peak markierte dabei den Übergang von den Great Plains in die Rocky Mountains. An einigen Landmarken wie dem Register Cliff haben viele Siedler ihren Namen und eine Jahreszahl als Zeichen und Nachricht für die Folgenden hinterlassen. Das Gelände steigt auf diesem Streckenabschnitt kontinuierlich kaum merklich an, vom Zusammenfluss von North Platte River und South Platte River auf etwa 850 Metern bis nach Casper auf 1550 Metern. Auf dieser Strecke sind bei den Oregon Trail Ruts auf einer Strecke von etwa 800 Metern noch Spuren der Wagen und Zugtiere in einer erodierten Sandsteinrippe erhalten geblieben. Die Stelle wurde im Jahr 1966 zu einem National Historic Landmark erklärt. Etwa 80 km westlich von Casper verließen die wichtigsten Auswandererrouten das Tal des North Platte River und folgten dem Flusstal des Sweetwater River nach Westen, um die kontinentale Wasserscheide über den South Pass zu überqueren. Am Sweetwater River dienten Landmarken wie Independence Rock, Split Rock oder Devil's Gate der Orientierung.
Über eine Route entlang des North Platte River schrieb erstmals Wilson Price Hunt von der Astor-Expedition, der 1811 vom neu errichteten Fort Astoria am Columbia River zurück zum Missouri River reiste. Der Mangel an amerikanischen Trappern und Siedlern im umkämpften Oregon-Territorium führte dazu, dass diese frühe Entdeckung beinahe in Vergessenheit geriet. Pelzsammler um Jedediah Smith entdeckten die Route 1823 wieder und entwickelten sie zu einer bedeutenden Reiseroute für die jährlich abgehaltenen Rendezvous in den Rocky Mountains. Maultierzüge, die die Handelsgüter für die Bergmänner und Pelzsammler transportierten, gehörten im Jahr 1824 zu den ersten, die diesen Weg nutzten. Die Pelzhändler brachten die gehandelten Pelze am Ende der Sommerhandelssaison auf ihrer Rückreise zurück nach St. Louis. Diese Pelzhandelsroute wurde bis etwa 1840 weiter genutzt. Bis etwa 1832 wurde der Pfad entlang der Flüsse Platte, North Platte und Sweetwater von den Pelzhändlern zu einem holprigen Wagenpfad ausgebaut, der den Missouri River mit dem jenseits der kontinentalen Wasserscheide gelegenen Green River in Wyoming verband. Am Green River, oftmals in Riverton oder Daniel, fanden die meisten der Rocky Mountain Rendezvous statt. Entlang der nun bereits bestehenden Route etablierten sich einige der wichtigsten Auswandererpfade, die den Handelswegen der Pelzsammler folgten. Sowohl der Oregon Trail (1843–1869) und der California Trail (1843–1869), als auch der Mormon Trail (1847–1869) und der Bozeman Trail (1863–1868) folgten dem Ufer des North Platte River nach Westen. Die Pfade nördlich des North Platte River überquerten den North Platte ursprünglich in der Nähe von Fort Laramie und trafen auf der Südseite auf den ursprünglichen Oregon und California Trail.

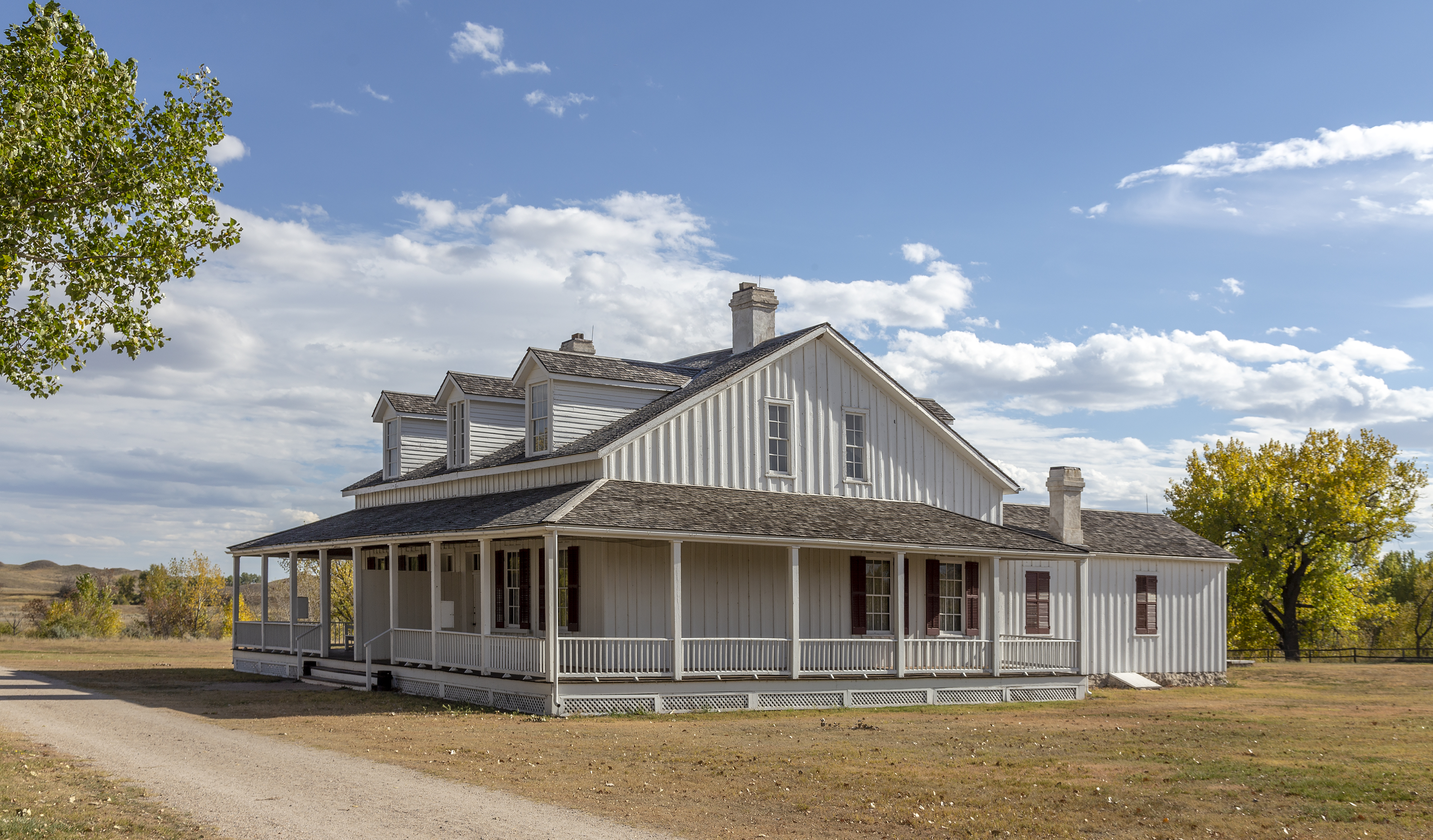
Das heutige Fort Laramie am Zusammenfluss von Laramie River und North Platte River

Im Mai 1834 machten William Sublette und eine Gruppe von Händlern auf dem Weg zum jährlichen Pelzhandelstreffen am Zusammenfluss von North Platte River und Laramie River Halt. Sie erbauten dort das Fort William, um Handel mit Pelzhändlern und Indianern zu treiben. 1841 wurde es in der Nähe aus Lehmziegeln neu erbaut und in Fort John umbenannt, obwohl es bereits als Fort Laramie bekannt war. Im Jahr 1849 kaufte die US-Armee Fort Laramie von der American Fur Company. Das Fort stellte zwei Generationen lang eines der einflussreichsten Forts im Westen der Vereinigten Staaten dar und war bis 1890 in Betrieb.
Während ein Großteil der Siedlerouten entlang des unteren North Platte Rivers verlief, etablierte sich der Overland Trail als Alternativroute gen Westen. Der Overland Trail verlief, aus dem Norden Colorados kommend, parallel zum modernen U.S. Highway 287, folgte kurz dem Laramie River und umrundete die Medicine Bow Mountains im Norden. Die Route überquerte den North Platte River nördlich von Saratoga und verließ das North Platte Basin am Bridger Pass, bevor sie weiter nach Westen bis Fort Bridger im südwestlichen Wyoming führte und auf den Oregon-California-Mormon Trail traf.
Trotz all dieser Aktivitäten hatte das neu geschaffene Wyoming-Territorium zum Zeitpunkt der Fertigstellung der ersten transkontinentalen Eisenbahn im Jahr 1869 nur 8.104 nicht-indianische Einwohner. In den 1870er-Jahren wuchsen Bevölkerung und wirtschaftliche Aktivität im Einzugsgebiet des North Platte River nur langsam. Sporadisch existierten Konflikte zwischen Siedlern und Indianern. Lediglich Jagdausflüge in die Gebirgszüge des Einzugsgebiets lockten einige Besucher nach Wyoming. Der Ausbau der Eisenbahnen in den 1880ern (siehe Abschnitt: Verkehr) trieb die industrielle und landwirtschaftliche Entwicklung im North Platte Valley voran. Die Fremont, Elkhorn and Missouri Valley Railroad erreichte Casper im Jahr 1888. Die Stadt entwickelte sich nach Ankunft der Eisenbahn von einem wichtigen Standort am Oregon Trail, wo es in den 1850er und 1860er Jahren Brücken und einen Armeestützpunkt gegeben hatte, zu einem Umschlagplatz für Rindfleisch, Wolle und später auch Rohöl. Rawlins an der Union Pacific Railroad hatte eine ähnliche Entwicklung zu verzeichnen.

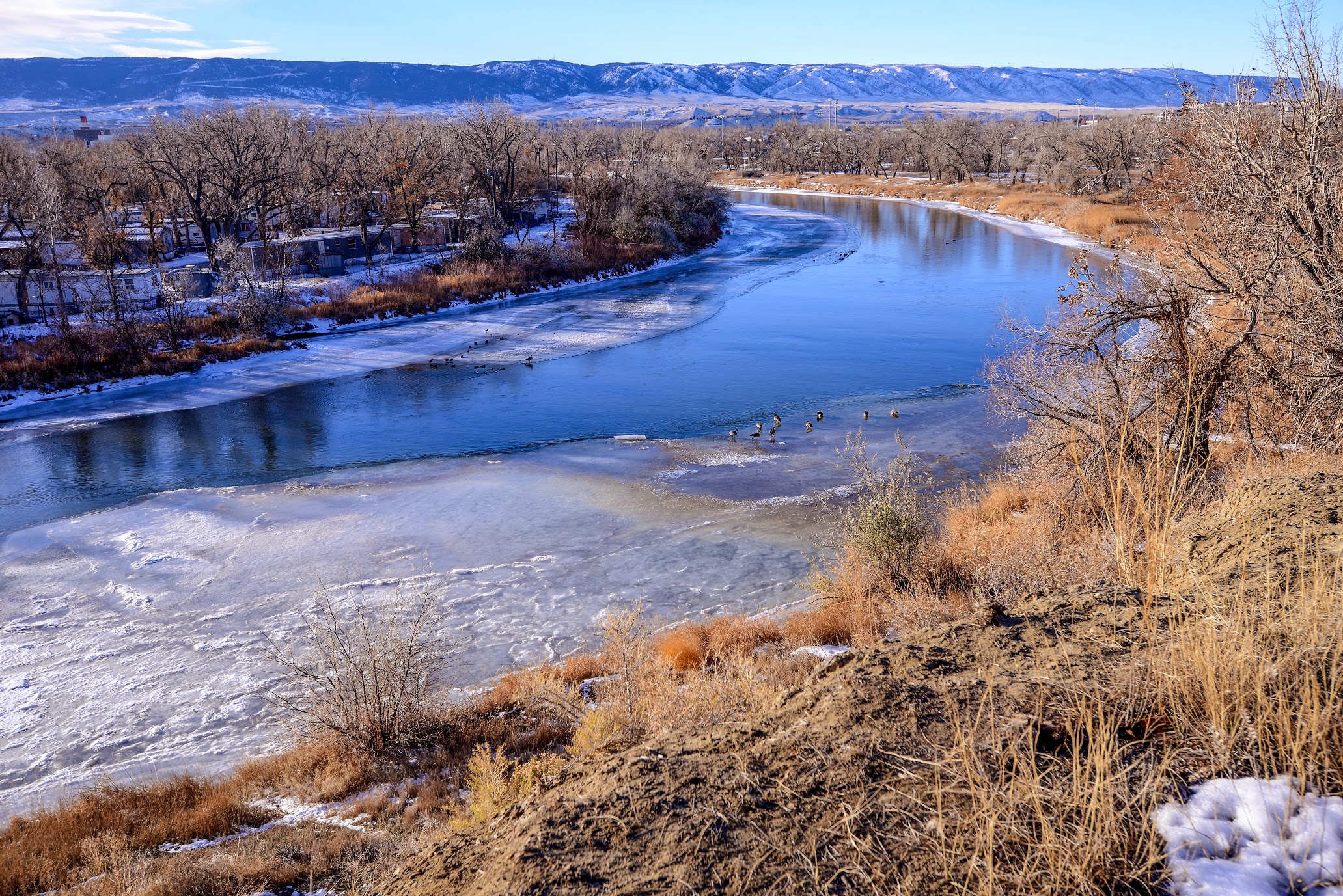
North Platte River unweit von Casper

In den Jahren 1896 und 1897 wurden in der Nähe von Encampment, Wyoming, am oberen Ende des North Platte Valley nahe der Grenze zu Colorado, mehrere Gold- und Kupferminen eröffnet. 1905 wurde eine Eisenbahnstrecke von Encampment zur Union Pacific Railroad in Walcott, östlich von Rawlins, gebaut. Wyoming produzierte zwischen 1899 und 1908 rund 23 Millionen Pfund Kupfer, die Kupferlagerstätte bei Encampment war jedoch nach rund zehn Jahren größtenteils erschöpft.

## Biologie
Mit seinem vor allem im Mittel- und Unterlauf seichten Wasser und den Sandbänken stellt der North Platte River ein Paradies für Zugvögel dar. Bedrohte Arten wie der Schreikranich oder der Kanadakranich bevölkern die Ufer. Zu den anderen bedrohten Arten gehören die Zwergseeschwalbe und der Sandregenpfeifer, der an den Ufern des Flusses nistet. Zu den häufiger vorkommenden Arten gehören Stockenten und Spießenten sowie Schneegänse. Die Prärielandschaften in Wyoming und Nebraska stellen einen idealen Lebensraum für Präriehunde, Maultierhirsche und Gabelantilopen dar.

## Eingriffe in den Flusslauf

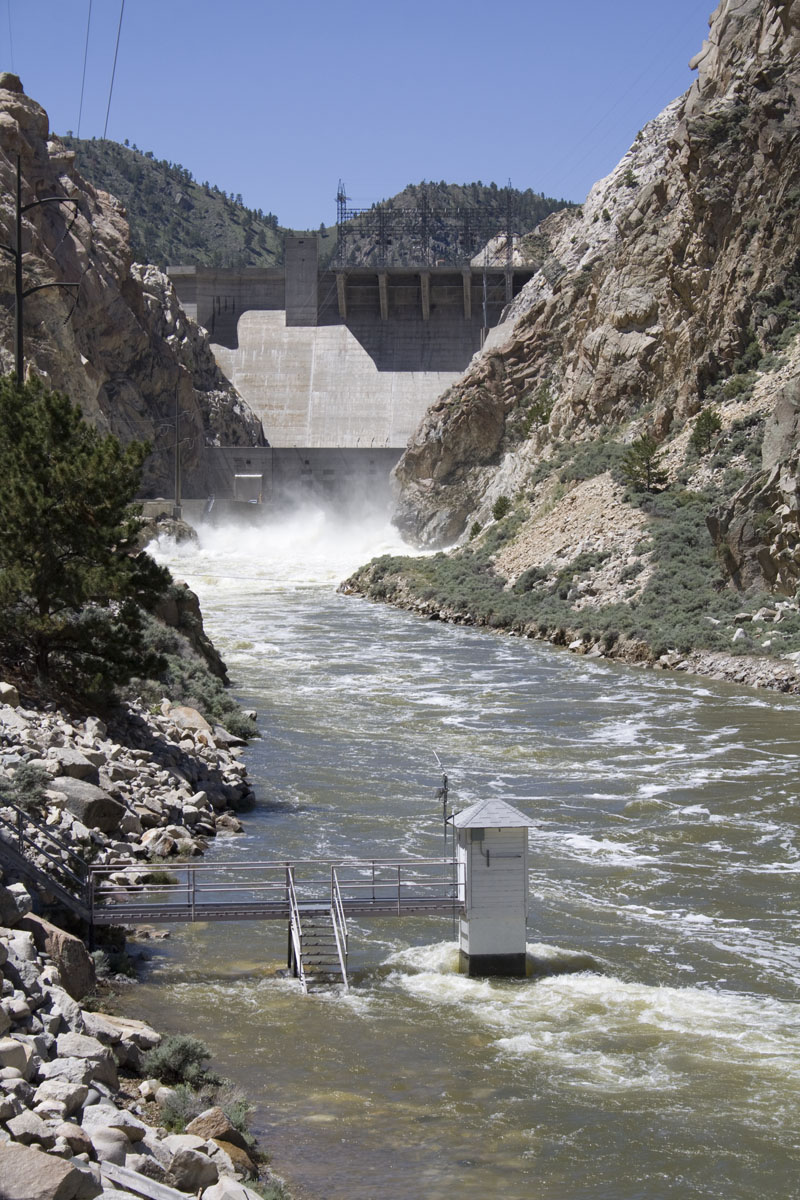
Die Talsperre Kortes staut den North Platte River zum Kortes Reservoir auf

Der North Platte River und seine Nebenflüsse wurden bereits früh für die Bewässerung erschlossen. 1897 und 1898 wurden bereits die Wheatland Reservoirs Number 1 und Number 2 am Laramie River gebaut. Der Bau des Pathfinder Dam im Fremont Canyon flussabwärts des Zusammenflusses von Sweetwater River und North Platte River dauerte von 1905 bis 1909. Das U.S. Bureau of Reclamation baute in der ersten Hälfte des 20. Jahrhunderts weitere Talsperren zur Bewässerung. Es entstanden die Reservoirs Seminoe, Kortes, Alcova, Glendo und Guernsey zur Wasserspeicherung und zum Gewinn von Wasserkraft.
Im Keith County im Westen Nebraskas bildet der Kingsley Dam den Lake C.W. McConaughy, der als größter Stausee Nebraskas eine bedeutende Bewässerungs- und Erholungseinrichtung darstellt. Der Kingsley Dam wurde zwischen 1935 und 1941 erbaut und war zum Zeitpunkt seiner Fertigstellung der zweitgrößte hydraulische Staudamm der Welt. In den 1980er-Jahren begann der Staudamm mit der Erzeugung von Wasserkraft und bewässert das Farmland in der gesamten Region. Der Lake McConaughy hat sich zudem zu einer der wichtigsten Tourismusdestinationen Nebraskas entwickelt.

### Talsperren
| Name                 | Fertigstellung | Volumen Stausee [Mio. m³] | Oberfläche Stausee [km²] | Bauwerkshöhe [m] | Bauwerksbreite [m] | Staat |
| -------------------- | -------------- | ------------------------- | ------------------------ | ---------------- | ------------------ | ----- |
| Talsperre Seminoe    | 1939           | 1254                      | 82,11                    | 90               | 160                | WY    |
| Talsperre Kortes     | 1951           | 6                         | 0,34                     | 74               | 130                | WY    |
| Talsperre Pathfinder | 1909           | 1253                      |                          | 65               | 132                | WY    |
| Talsperre Alcova     | 1938           | 227                       | 10,00                    | 81               | 233                | WY    |
| Talsperre Gray Reef  |                | 2                         | 0,74                     |                  |                    | WY    |
| Talsperre Glendo     | 1958           | 1444                      | 72,78                    | 58               | 639                | WY    |
| Talsperre Guernsey   | 1928           | 88                        | 9,70                     | 41               | 170                | WY    |
| Stauwehr Whalen      |                |                           |                          |                  |                    | WY    |
| Talsperre Kingsley   | 1941           | 2150                      | 144,00                   | 49               | 5000               | NE    |

## Verkehr
In den späten 1860er-Jahren wurde mit dem Bau der Union Pacific Railroad begonnen. Ziel war es, die Zugstrecken in Omaha, Nebraska mit denen westlich der Rocky Mountains in Sacramento, Kalifornien zu verbinden. Im November 1867 war die Strecke bereits bis Cheyenne ausgebaut, im Mai 1868 erreichten die Gleise Laramie. Im darauffolgenden Jahr wurde die Verbindung zur Central Pacific Railroad in Utah hergestellt und die First Transcontinental Railroad vollendet. Beim Bau der Bahnstrecke durch das südliche Wyoming entstanden Siedlungen wie Medicine Bow, Carbon oder Rawlins im North Platte River Basin und Rock Springs, Green River und Evanston weiter westlich. In den 1880er-Jahren wurde des Eisenbahnnetz im Südosten Wyomings weiter ausgebaut. Von 1886 bis 1888 wurde die Wyoming Central Railroad erbaut und verband die Fremont, Elkhorn and Missouri Valley Railroad in Chadron, Nebraska mit Lusk, Wyoming. Später wurde sie über Douglas entlang des North Platte bis Casper erweitert.
Einige State-, U.S.- und Interstate Highways verlaufen entlang oder nahe des North Platte River. Im Oberlauf folgen Colorado State Highway 125 sowie die Wyoming Highways 230 und 130 dem Fluss. Nördlich des Alcova Reservoirs trifft der Wyoming Highway 220 auf den North Platte River, dem er bis Casper folgt. Von Casper bis Douglas verlaufen U.S. Highway 20 und Interstate 25 parallel auf der Südseite des Flusses nach Osten und treffen hinter Orin erneut auf den North Platte River, dem nun auch der Wyoming Highway 319 folgt. Der U.S. Highway 26 verläuft für mehrere hundert Kilometer zwischen Guernsey und dem Lake McCounaughy am North Platte River entlang. Auf diesem Flussabschnitt verlaufen zudem die State Routes WY-157, WY-156 und NE-92 für einige Kilometer unweit des Flusses nach Südosten.

Zusätzlich zu den Talsperren und Stauanlagen führen insgesamt 90 Straßen- und Eisenbahnbrücken über den North Platte River. 

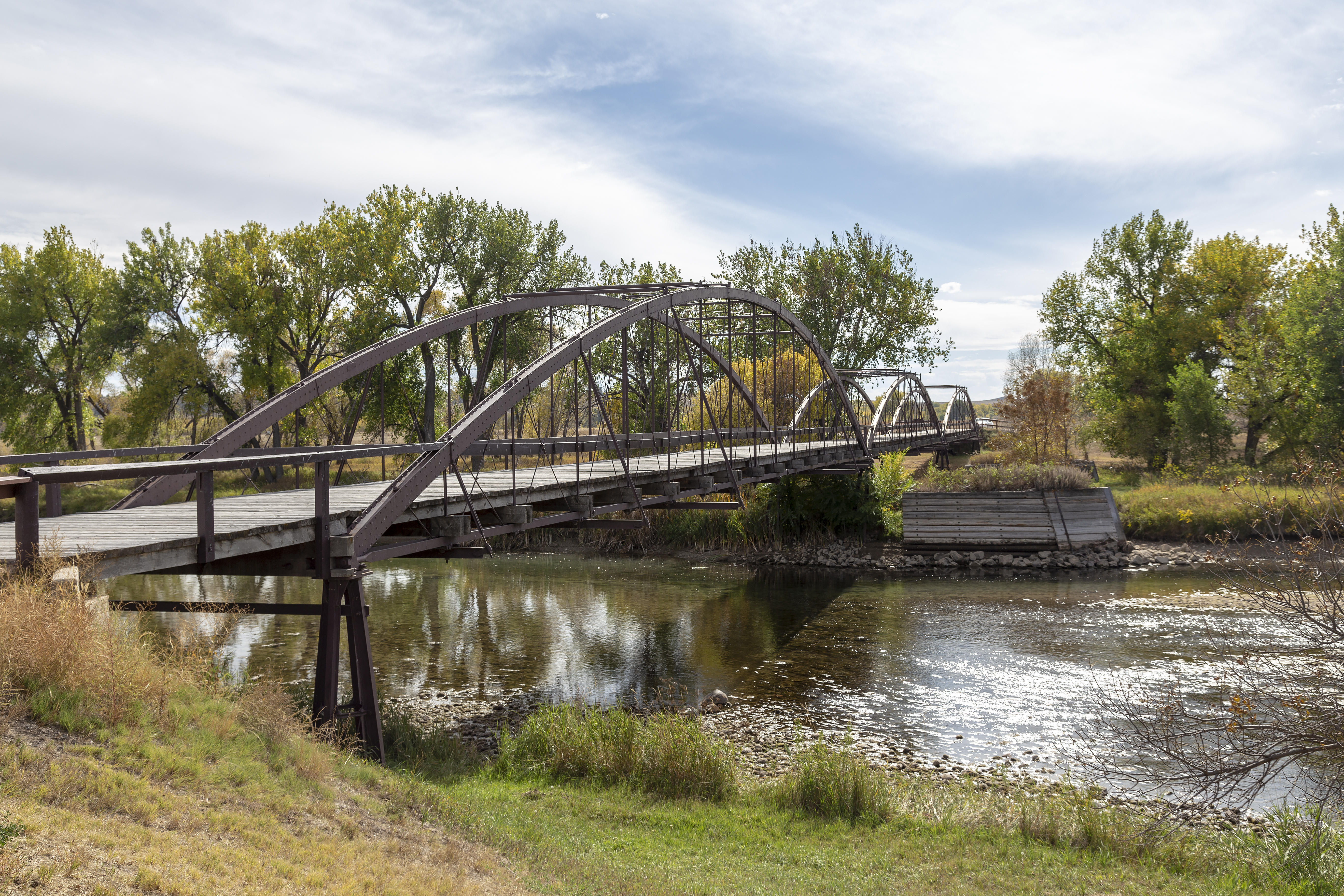
Bowstring Truss Bridge über den North Platte bei Fort Laramie
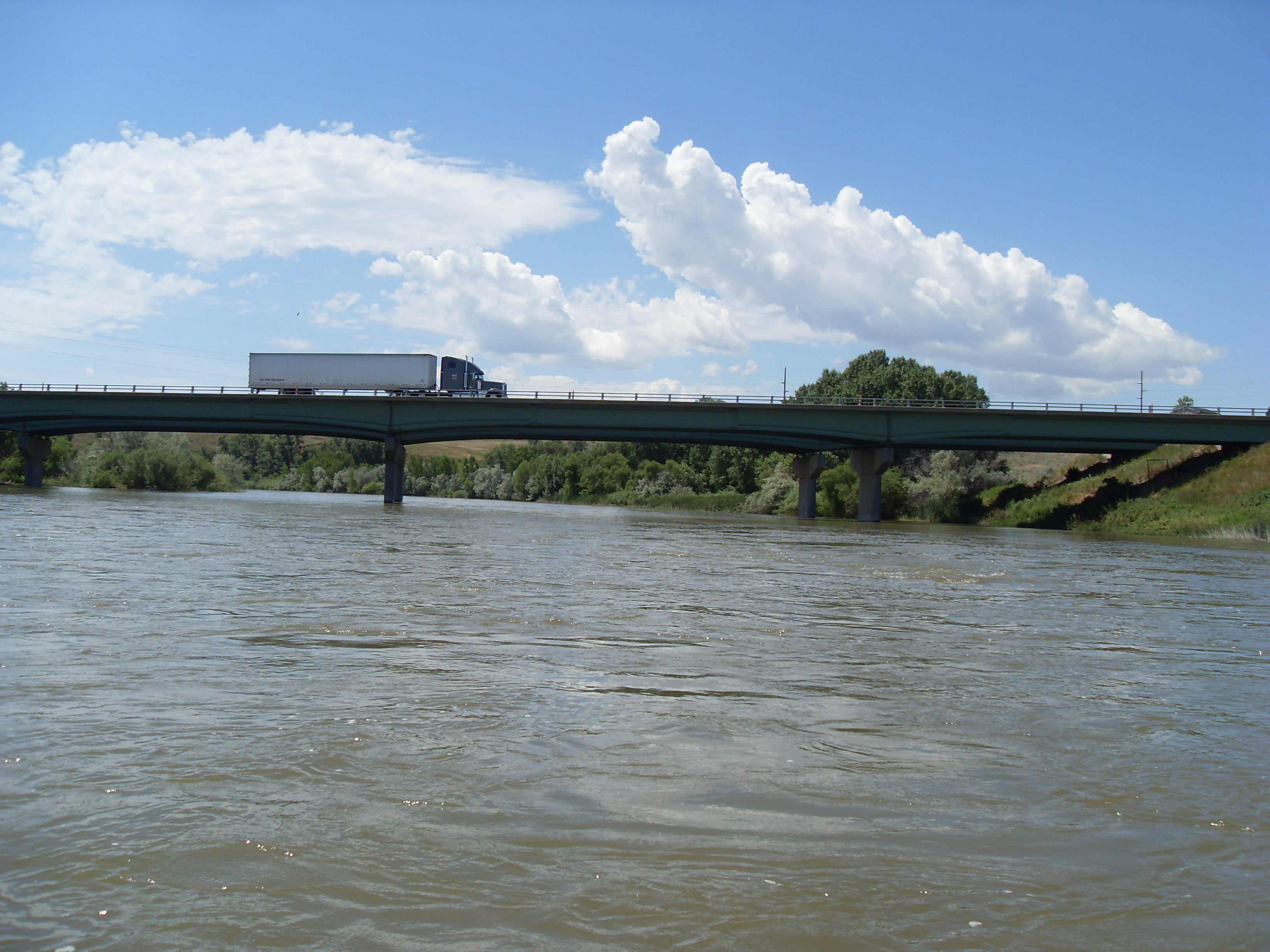
Die Interstate 25 überquert den North Platte bei Douglas
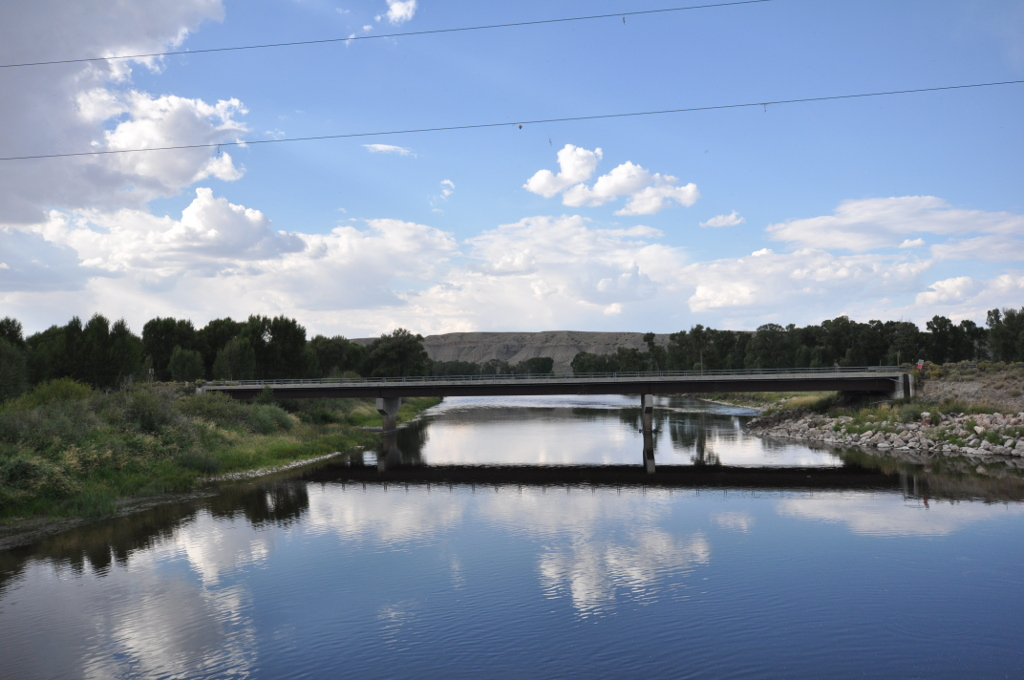
DMJ Pick Bridge nördlich von Saratoga
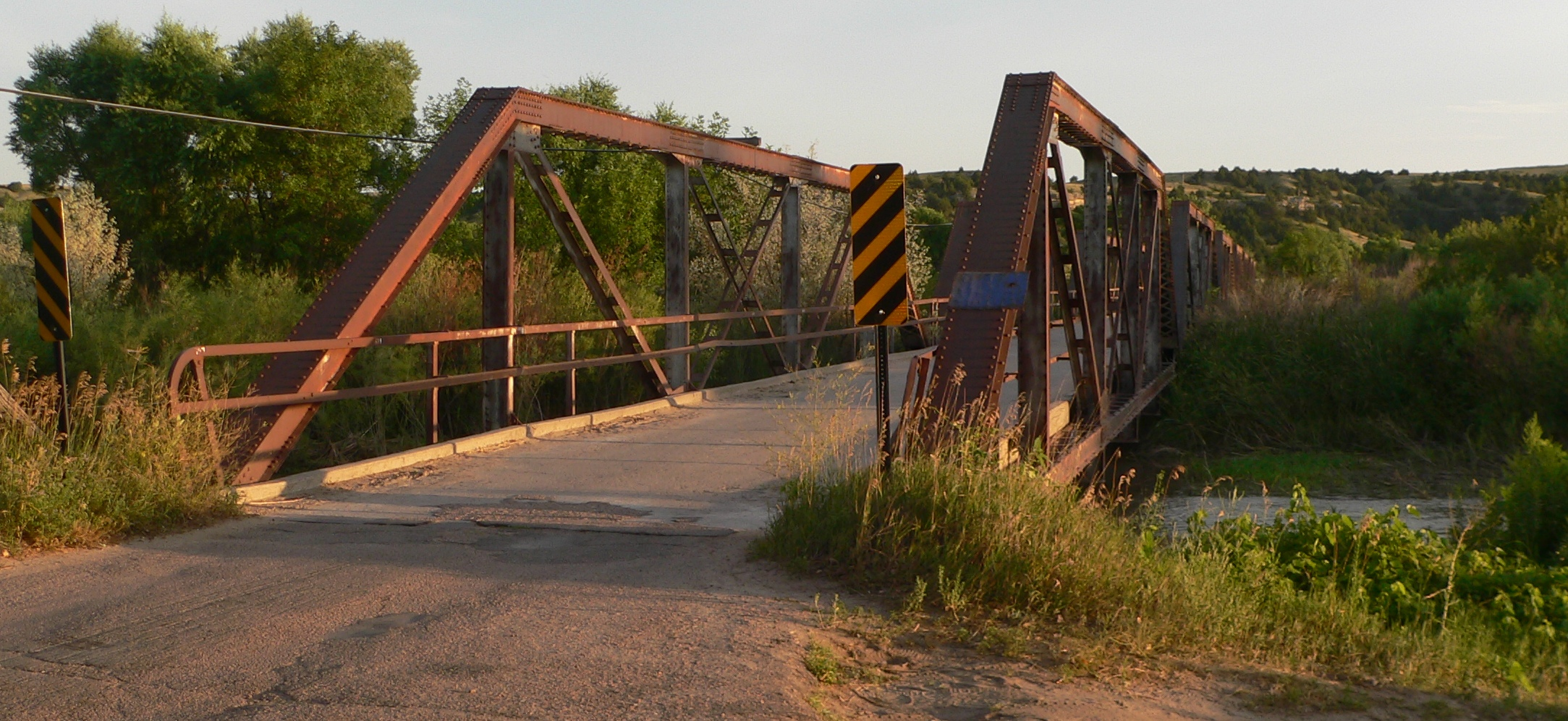
Lewellen State Aid Bridge nahe Lewellen, Nebraska
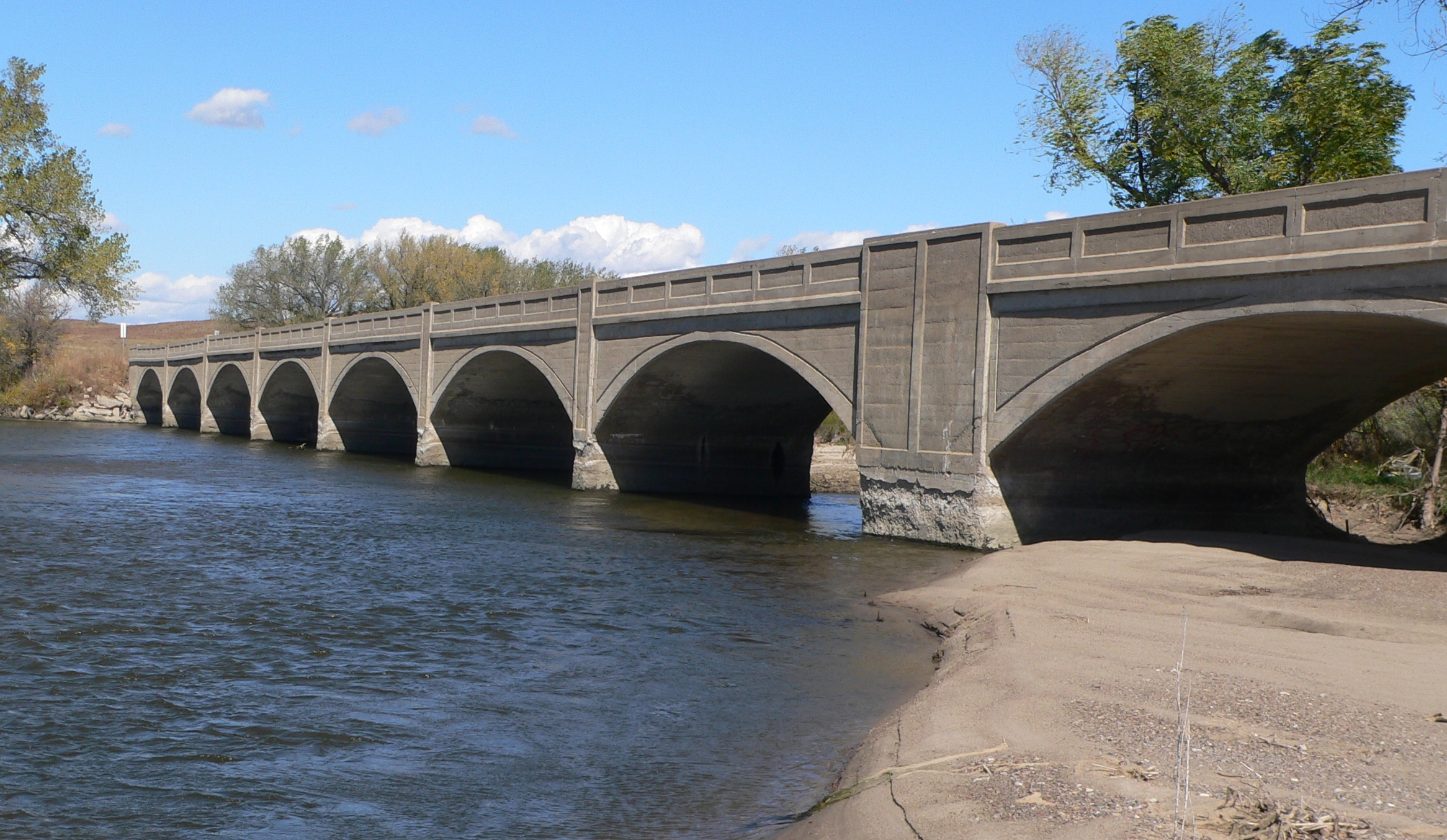
Sutherland State Aid Bridge nahe Sutherland, Nebraska

## Erholung
Der North Platte River wird heute in vielen Teilen zur Erholung genutzt. Beliebte Aktivitäten sind Backpacking, Wildwasser-Rafting, Fliegenfischen, Kanu- und Kajakfahren, Radfahren, Bootfahren, Schwimmen Angeln oder Camping. Vor allem der Northgate Canyon am Oberlauf des Flusses gilt als beliebtes Ziel für Raftingtouren. In Wyoming gilt der Fluss außerdem als Blue Ribbon River und als Fischereigebiet der 1. Klasse. Angler können Bachforellen, Regenbogenforellen und Cutthroat-Forellen angeln.

## Belege
1. ↑  North Platte River. In: United States Geological Survey, United States Department of the Interior. Geographic Names Information System, abgerufen am 12. August 2024.
2. ↑  USGS NWIS Site Information for USA: Site Inventory. Abgerufen am 13. August 2024.
3. ↑  USGS 06611500 GRIZZLY CREEK NEAR WALDEN, CO. Abgerufen am 13. August 2024.
4. ↑  USGS 06614000 NORTH FORK NORTH PLATTE RIVER NEAR WALDEN, CO. Abgerufen am 13. August 2024.
5. ↑  USGS 06619000 MICHIGAN RIVER NEAR COWDREY, CO. Abgerufen am 13. August 2024.
6. ↑  USGS 06619500 CANADIAN RIVER AT COWDREY, CO. Abgerufen am 13. August 2024.
7. 1 2 3  Zahl umfasst nicht das gesamte Einzugsgebiet
8. ↑  USGS 06621000 DOUGLAS CREEK NEAR FOXPARK, WY. Abgerufen am 13. August 2024.
9. ↑  USGS 06625000 ENCAMPMENT RIVER AT MOUTH, NEAR ENCAMPMENT, WY. Abgerufen am 13. August 2024.
10. ↑  USGS 06626500 SPRING CREEK NR SARATOGA WYO. Abgerufen am 13. August 2024.
11. ↑  USGS 06627800 JACK CREEK ABOVE COYOTE DRAW, NEAR SARATOGA, WY. Abgerufen am 13. August 2024.
12. ↑  USGS 06628800 SAGE CREEK NEAR SARATOGA, WYO. Abgerufen am 13. August 2024.
13. ↑  USGS 06629000 PASS CREEK NR SARATOGA WYO. Abgerufen am 13. August 2024.
14. ↑  USGS 06635000 MEDICINE BOW R AB SEMINOE RESERVOIR, NR HANNA, WY. Abgerufen am 13. August 2024.
15. ↑  USGS 06636500 SAGE CREEK ABOVE PATHFINDER RESERVOIR, WY. Abgerufen am 13. August 2024.
16. ↑  USGS 06639000 SWEETWATER RIVER NEAR ALCOVA, WY. Abgerufen am 13. August 2024.
17. ↑  USGS 06643000 BATES CREEK NEAR ALCOVA, WY. Abgerufen am 13. August 2024.
18. ↑  USGS 06644000 POISON SPIDER CREEK NR GOOSE EGG WYO. Abgerufen am 13. August 2024.
19. ↑  USGS 06644500 CASPER CREEK AT CASPER, WY. Abgerufen am 13. August 2024.
20. ↑  USGS 06645166 SMITH CREEK BELOW OTTER CREEK, NEAR CASPER, WY. Abgerufen am 13. August 2024.
21. ↑  USGS 06646600 DEER CREEK BELOW MILLAR WASTEWAY, AT GLENROCK, WY. Abgerufen am 13. August 2024.
22. ↑  USGS 06648000 BOX ELDER CREEK NEAR CAREYHURST, WY. Abgerufen am 13. August 2024.
23. ↑  USGS 06649500 LA PRELE CREEK NEAR ORPHA, WY. Abgerufen am 13. August 2024.
24. ↑  USGS 06650500 WAGONHOUND CREEK NEAR LA BONTE, WY. Abgerufen am 13. August 2024.
25. ↑  USGS 06651500 LA BONTE CREEK NEAR LA BONTE, WY. Abgerufen am 13. August 2024.
26. ↑  USGS 06653500 HORSESHOE CREEK NEAR GLENDO, WYO. Abgerufen am 13. August 2024.
27. ↑  USGS 06655000 COTTONWOOD CREEK AT WENDOVER, WY. Abgerufen am 13. August 2024.
28. ↑  USGS 06670500 LARAMIE RIVER NEAR FORT LARAMIE, WY. Abgerufen am 13. August 2024.
29. ↑  USGS 06671000 RAWHIDE CREEK NEAR LINGLE, WY. Abgerufen am 13. August 2024.
30. ↑  USGS 06677500 HORSE CREEK NEAR LYMAN, NE. Abgerufen am 13. August 2024.
31. ↑  USGS 06678000 SHEEP CREEK NEAR MORRILL, NEBR. Abgerufen am 13. August 2024.
32. ↑  USGS 06685000 PUMPKIN CREEK NEAR BRIDGEPORT, NEBR. Abgerufen am 13. August 2024.
33. ↑  USGS 06687000 BLUE CREEK NEAR LEWELLEN, NEBR. Abgerufen am 13. August 2024.
34. ↑  USGS 06692000 BIRDWOOD CREEK NEAR HERSHEY, NE. Abgerufen am 13. August 2024.
35. 1 2  USGS 06693000 NORTH PLATTE RIVER AT NORTH PLATTE, NEBR. Abgerufen am 13. August 2024.
36. 1 2 3 4 5 6 7 8 9 10 11 12 13 14  The North Platte River Basin: A Natural History | WyoHistory.org. Abgerufen am 13. August 2024.
37. ↑  USGS 06627000 NORTH PLATTE RIVER AT SARATOGA, WY. Abgerufen am 15. August 2024.
38. ↑  USGS 06636000 NORTH PLATTE RIVER ABOVE PATHFINDER RESERVOIR WY. Abgerufen am 15. August 2024.
39. ↑  USGS 06641000 NORTH PLATTE RIVER BELOW PATHFINDER RESERVOIR, WY. Abgerufen am 15. August 2024.
40. ↑  USGS 06652000 NORTH PLATTE RIVER AT ORIN, WY. Abgerufen am 15. August 2024.
41. ↑  USGS 06656000 NORTH PLATTE RIVER BELOW GUERNSEY RESERVOIR, WY. Abgerufen am 15. August 2024.
42. ↑  USGS 06670900 NORTH PLATTE RIVER NEAR LINGLE, WYO. Abgerufen am 15. August 2024.
43. ↑  USGS 06674500 NORTH PLATTE RIVER AT WYOMING-NEBRASKA STATE LINE. Abgerufen am 15. August 2024.
44. ↑  USGS 06686000 NORTH PLATTE RIVER AT LISCO, NEBR. Abgerufen am 15. August 2024.
45. ↑  USGS 06690500 NORTH PLATTE RIVER NEAR KEYSTONE, NEBR. Abgerufen am 15. August 2024.
46. 1 2  North Platte River. In: Worldatlas.com. 19. September 2022, abgerufen am 15. August 2024 (amerikanisches Englisch).
47. 1 2  History of Lake McConaughy and Lake Communities. Abgerufen am 14. August 2024.